# Proud to Commit Commercial Suicide
Proud to Commit Commercial Suicide è l'unico album dal vivo del gruppo heavy metal statunitense Nailbomb, registrato al Dynamo Open Air del 1995 e pubblicato successivamente nello stesso anno. Il video vero e proprio verrà poi distribuito nel 2005, sotto il titolo di Live at Dynamo.

## Descrizione
La copertina dell'album è una foto che rappresenta il famigerato suicidio di massa di Jonestown, avvenuto il 18 novembre 1978, dove morirono 909 persone, quasi tutte da avvelenamento col cianuro. Inoltre, il titolo scelto per l'album è un riferimento al fatto che il gruppo fece la promessa di rilasciare un solo e unico album in studio.
Le tracce 1, 2, 3, 7, 12 e 13 verranno poi inserite nella riedizione del 2004 di Point Blank.
Nel 2023, tutte le tracce (assieme a tutte quelle di Point Blank) verranno poi inserite nella compilation 1000% Hate.

## Tracce
1. Wasting Away – 3:56 (Alex Newport, Max Cavalera)
2. Guerrillas – 3:27 (Newport, Cavalera)
3. Cockroaches – 4:06 (Newport, Cavalera)
4. Vai Toma No Cú – 4:10 (Newport, Cavalera)
5. Sum Of Your Achievements – 2:52 (Newport, Cavalera)
6. Religious Cancer – 4:34 (Newport, Cavalera)
7. Police Truck – 3:11 (East Bay Ray, Jello Biafra) – originariamente interpretata dai Dead Kennedys
8. Exploitation – 2:09 (Andus Asylum) – originariamente interpretata dai Doom
9. World of Shit – 3:26 (Newport, Cavalera)
10. Blind and Lost – 2:09 (Newport, Cavalera)
11. Sick Life – 6:53 (Newport, Cavalera)
12. While You Sleep, I Destroy Your World – 5:09 (Newport, Cavalera)
13. Zero Tolerance – 6:32 (Newport, Cavalera)

- Le tracce 12 e 13 sono brani registrati nello studio, ma mai rilasciati in precedenza.

## Formazione

### Nailbomb
- Max Cavalera – voce, chitarra ritmica
- Alex Newport – voce, chitarra solista

### Personale aggiuntivo
- Rhys Fulber – tastiere, campionatore
- Richie Bujinowski – chitarre aggiuntive
- Dave Edwardson – basso sulle tracce 1–7, 9–11
- Scoot Doom – basso, voce sulla traccia 8
- Even Seinfield – basso sulla traccia 11
- Igor Cavalera – batteria sulle tracce 1, 2, 3, 10 e 11
- Barry Schneider – batteria sulle tracce 4, 5 e 6
- D.H. Peligro – batteria, voce aggiuntiva sulle tracce 7, 8 e 9

### Produzione
- Prodotto da Alex Newport e Max Cavalera
- Registrato da Steven Remote
- Missaggio da Alex Newport e Rusty D'Agnolo